# Paul Bernard (Archäologe)
Paul Bernard (* 13. Juni 1929 in Sainte-Maxime, Département Var; † 1. Dezember 2015 in Meulan-en-Yvelines) war ein französischer Archäologe, der auf die griechische bzw. hellenisierte Kultur im Orient spezialisiert war. Er gilt als Entdecker der griechisch-baktrischen Stadt Ai Khanoum im heutigen Afghanistan, deren Ausgrabung er von 1965 bis 1978 leitete. Bernard war von 1965 bis 1980 Direktor der Délégation archéologique française en Afghanistan und hatte ab 1981 den Lehrstuhl für Griechische Archäologie des hellenisierten Orients an der École pratique des hautes études inne.

## Ausbildung und Beruf
Paul Bernard wurde als Sohn eines Apothekentechnikers und einer Lehrerin geboren. Sein Nachfolger François Queyrel führt sein Interesse am Hellenismus auf seine Heimatstadt Sainte-Maxime an der Côte d’Azur und seinen Schulstandort Cannes zurück, wo er das Collège besuchte. Er sei von früh mit der mediterranen Kultur in Verbindung gekommen und sein Interesse daran sei immer gefördert worden. Laurianne und Michel Sève nennen Romuald Dor de La Souchère (1888–1977), Latein- und Griechischlehrer an der Schule sowie Amateurarchäologe und Kurator des Musée archéologique du Bastion Saint-André in Antibes, der den Jungen in diese Richtung bewegt hätte. Nach den Vorbereitungsklassen am Pariser Lycée Louis-le-Grand studierte er ab 1951 Lettres classiques (klassische Sprachen und Literaturen) an der École normale supérieure in Paris. Nach der Agrégation (Staatsprüfung für das höhere Lehramt) in Grammatik, die er 1954 bestand, unterrichtete er ab Oktober 1955 am Lycée Jules-Renard in Nevers Französisch und Latein. Noch vor dem Ende des Schuljahres wurde er an die Militärschule von La Flèche einberufen. Anschließend war er ein halbes Jahr 1957 in Algerien. Ein Vaterschaftsurlaub begünstigte ihn, den Rest seiner Dienstzeit heimatnah in Nizza abzuleisten.
Obwohl er schon 1955 die Aufnahmeprüfung erfolgreich abgelegt hatte, konnte er erst von 1957 bis 1961 seine Tätigkeit als Stipendiat an der École française d’Athènes in Athen antreten. Dort traf er auf Louis Robert, der ihm „Entschlossenheit“ attestierte. Er beschäftigte sich insbesondere mit der griechischen Plastik und widmete sich den Metopen der Tholos von Delphi. Pierre de La Coste-Messelière bewunderte „seinen Scharfsinn und seine sehr sichere Methodik“. Zusammen mit François Salviat (* 1928) nahm er an den Ausgrabungen in Thasos teil, was ihm die Feldarchäologie und die Technik der Ausgrabungen näher brachte, für die er dort eine wahre Leidenschaft entwickelte. Er blieb drei Jahre auf Thasos. Dort publizierte er unter anderem reichhaltiges Keramikmaterial der späten geometrischen Epoche und der ersten Hälfte des 7. Jahrhunderts aus seinen Grabungen im Artemision von Thasos, außerdem gemeinsam mit Salviat mehrere unveröffentlichte griechische Inschriften von der Insel.
Ab 1961 war er als Assistent am Institut français d’archéologie du Proche-Orient in Beirut tätig, das damals von Henri Seyrig geleitet wurde. Dort fand er sein Interesse an Lykien, dem er darauf auf Vermittlung von Daniel Schlumberger mehrere Besuche abstattete. Aus Dankbarkeit für seine Leistungen betraute Pierre Demargne hin mit der Veröffentlichung der Reliefs des Nereidenmonument von Xanthos. Als Nachfolger Schlumbergers wurde Bernard 1965 Direktor der französischen archäologischen Delegation in Afghanistan (DAFA), die er bis 1980 leitete. In diesen Jahren standen im Zentrum seines wissenschaftlichen Forschens Baktrien und insbesondere Aï Khanoum.
Politische Instabilität erschwerte ab 1973 zunächst seine Feldarbeit und nach der Saurrevolution 1978 wurde sie unmöglich. Als Maître de recherches am Centre national de la recherche scientifique (CNRS) war er ab 1973 zeitweise wieder in Frankreich, um sich dort um die Lehre und die Auswertung seiner Forschungen zu kümmern. In dieser Zeit setzt die Veröffentlichung seiner zahlreichen Publikationen ein, die zu diesem Gegenstand bis zu seinem Lebensende neun Fachbücher hervorbrachte. In der Folge fand er auch zu einer engen archäologischen Zusammenarbeit mit seinem Kollegen Frantz Grenet (* 1952), mit dem er gemeinsam zu Zentralasien, insbesondere zu Usbekistan und Samarkand forschte. Auch beschäftigte er sich mit Numismatik, zu der er ebenfalls eine Monografie herausgab. Darüber hinaus sind zahlreiche Fachbeiträge in archäologischen Zeitschriften von ihm erschienen. Während des Kriegs in Afghanistan ab 1979 wurden die Ausgrabungsstätten zu Bernards Entsetzen großflächig und systematisch geplündert. 
Ab 1981 war er Directeur d’études (entspricht einem Professor) in der historisch-philologischen (IV.) Sektion der École pratique des hautes études, wo er den Lehrstuhl für Griechische Archäologie des hellenisierten Orients innehatte. Von 1982 bis 1993 stand er zudem der CNRS-Forschungsgruppe „Hellenismus und orientalische Zivilisationen“ vor.
Kurz vor seinem Tod im Jahr 2005 kehrte er nach dem Sturz der Taliban 2001 noch einmal zu seiner früheren Wirkungsstätte in Ai Khanoum zurück, um mit eigenen Augen zu sehen, wie sehr sie unter den Plünderungen gelitten hatte. Er starb unerwartet und noch mit all seinen geistigen Kräften versehen, nachdem er am 9. und 10. Oktober 2015 in Beaulieu-sur-Mer an einem Kolloquium zum Thema La Grèce dans les profondeurs de l’Asie teilgenommen und einen Vortrag mit dem Titel Un Chinois, des nomades et la fin de la Bactriane grecque (145–128 av. J.-C.) gehalten hatte.

## Würdigungen und Auszeichnungen
Besonders gewürdigt wird sein für wissenschaftliche Arbeiten ungewöhnlicher Stil, wenn er beispielsweise schrieb: 

„Sous l’épaisse couche de terre produite par la décomposition des murs de briques crues, nous devinons la présence des grands bâtiments dont les ruines faisaient onduler le linceul de lœss rose.“

„Unter der dicken Erdschicht, die durch die Zersetzung der Lehmziegelmauern entstanden ist, kann man die Anwesenheit der großen Gebäude erkennen, deren Ruinen das Leichentuch aus rosafarbenem Löss wellenförmig erscheinen lassen.“

1978 wurde er zum korrespondierenden Mitglied des Deutschen Archäologischen Instituts ernannt. Am 21. Januar 1992 wurde er zum Mitglied der Académie des inscriptions et belles-lettres gewählt. Am 4. Juli 1997 wurde er ausländisches Mitglied der Accademia Nazionale dei Lincei, im Mai 2003 in der Abteilung für historische und philologische Wissenschaften Mitglied der Russischen Akademie der Wissenschaften, im Jahr 2009 korrespondierendes Mitglied des Archaeological Institute of America. Er war Ritter der Ehrenlegion, Offizier des Ordre national du Mérite und Kommandeur des Ordre des Palmes Académiques.

## Veröffentlichungen (Auswahl)
Siehe Bibliographie de Paul Bernard. In: Bulletin of the Asia Institute. New Series, Band 12, 1998, S. 3–11.
- u. a.: Fouilles de la mission franco-ouzbèque à l’ancienne Samarkand (Afrasiab). Deuxième et troisième campagnes. In: Comptes rendus des séances de l’Académie des Inscriptions et Belles-Lettres. 1992, S. 275–311.
- Alexandre et l’Asie centrale: réflexions à propos d’un ouvrage de F. L. Holt. 1990.
- Une nouvelle contribution de l'épigraphie cunéiforme à l’histoire hellénistique: a propos d’un ouvrage de A. J. Sachs et H. Hunger (= Astronomische Tagebücher und verwandte Texte aus Babylonien. Band 1). 1989.
- Histoire et cultes de l’Asie centrale préislamique: sources écrites. Paris 1988.
- Les Nomades conquérants de l’Empire gréco-bactrien: réflexions sur leur iventité ethnique et culturelle. 1987.
- Le Marsyas d’Apamée, l’Oxus et la colonisation séleucide en Bactriane. 1987.
- Notice nécrologique: Lukonin. 1985.
- Du nouveau sur la mosaïque d’Alexandre. In: Studia Iranica. Band 13, Nr. 2, 1984, S. 263–264.
- Haltères votives de lutteurs dans le Gandhara. 1982.
- Un nouveau document sur cultes hinduistes dans l’Asie centrale Kushane. 1981.
- Découverte d’une statue du dieu solaire Surya dans la région de Caboul. 1981.
- Grégoire Frumkin (1895–1981). 1981.
- Héraclès, les grottes de Karafto et le sanctuaire du mont Sambulos en Iran. 1980.
- Une nouvelle contribution soviétique à l’histoire des Kushans: la fouille de Dal’verzin-tépé (Uzbekistan). 1980.
- La coiffure des Parthes et des nomades. In: Journal des Savants. 1980, S. 67–84.
- Un nouveau livre sur les Parthes, Compte rendu. 1979.
- Les traditions orientales dans l’architecture gréco-bactrienne. In:  Journal Asiatique. Band 264, 1976, S. 245–275.
- Dix ans de fouilles à Ai-Khanum. 1975.
- Un problème de toponymie antique dans l’Asie centrale: les noms anciens de Qandahar. 1974.
- Trois notes d’archéologie iranienne. In: Journal Asiatique. 1974, S. 279‑292.